# Dasyuris micropolis
Dasyuris micropolis là một loài bướm đêm trong họ Geometridae.